# Willemsweg (Nijmegen)
De Willemsweg is een straat in Nijmegen-Midden. De straat loopt dwars door het Willemskwartier in de wijk Nije Veld. De Willemsweg begint als zijstraat van de Graafseweg en loopt dan in zuidelijke richting tot aan de kruising met de Groenestraat, waarbij onder meer de Tollensstraat en Thijmstraat worden gekruist. 
In de eerste helft van de 20e eeuw was de Willemsweg de hoofdstraat in het zich toen ontwikkelende Willemskwartier, dat aanvankelijk Willemswegkwartier heette. De naam van de buurt is dus afgeleid van deze straatnaam.

## Geschiedenis

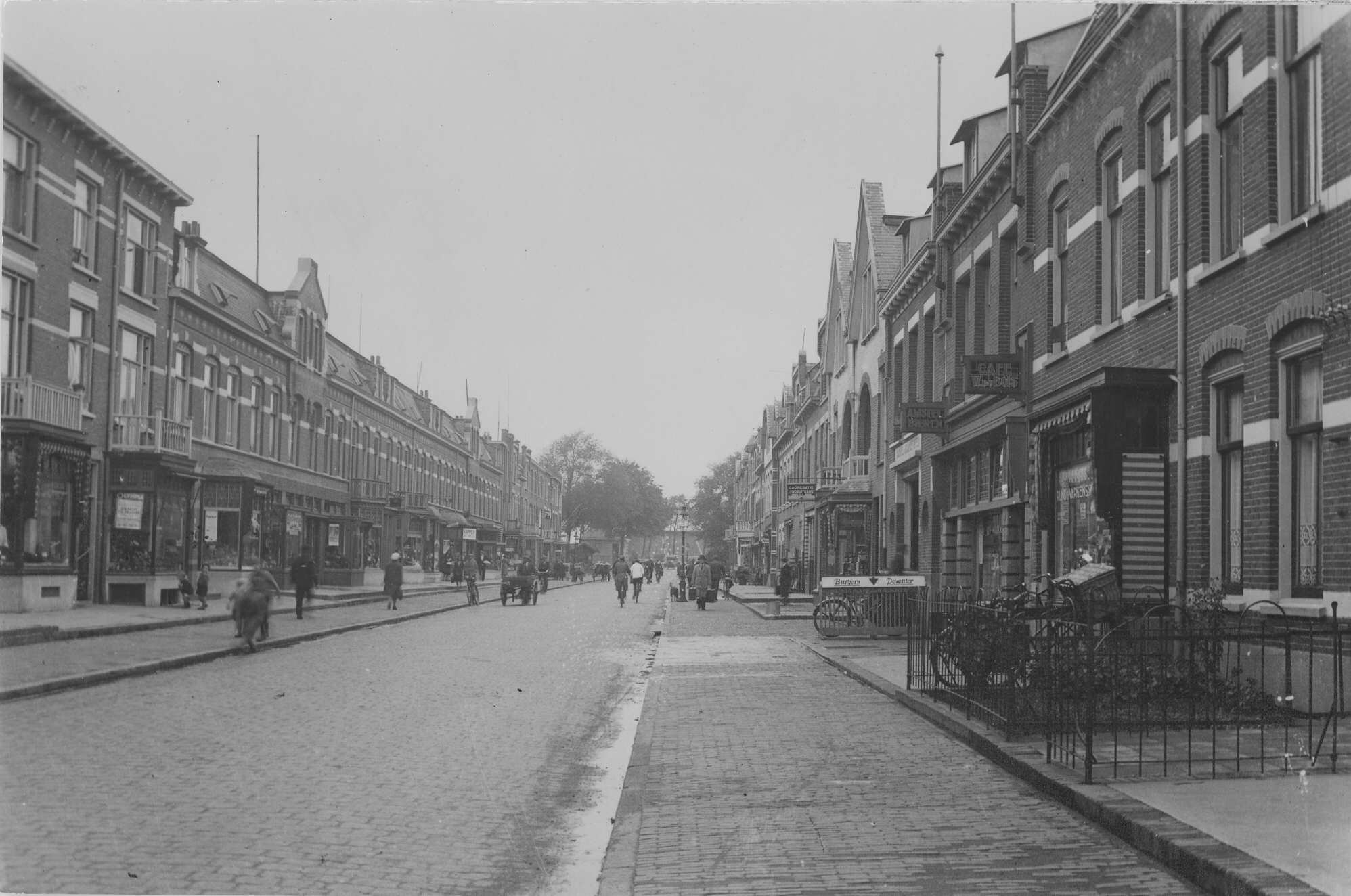
De Willemsweg in 1939 (in de richting van de Graafseweg)

### Naam
In 1895 werd de straat Willemsstraat genoemd. In de gemeenteraadsvergadering van 5 maart 1904 is de naam gewijzigd in Willemsweg. In de stukken ontbreekt echter een toelichting naar wie de vernoeming verwijst (idem voor de meeste andere bij dit raadsbesluit gewijzigde straatnamen). 
Het zou een verwijzing kunnen zijn naar stadhouder prins Willem V van Oranje-Nassau (1748-1806), als herinnering aan het verblijf in de Valkhofburcht van hem en zijn hofhouding van november 1786 tot september 1787 (nadat hij was gevlucht uit Den Haag). Een andere mogelijkheid is dat bij de Willemsweg is gedacht aan koning Willem III der Nederlanden. In dezelfde raadsvergadering van 1904 is namelijk ook de Emmalaan vastgesteld, vernoemd naar koningin Emma, de tweede echtgenote van koning Willem III. 
In 1917 ontstond rondom de Willemsweg het Willemskwartier, ook wel bekend als de Dichtersbuurt. Omdat de straten hier naar dichters zijn vernoemd (middels een besluit uit juli 1917), is ook geopperd dat de naam Willemsweg zou verwijzen naar de Vlaamse letterkundige Jan Frans Willems. Dit heeft echter enige discussie opgeroepen, aangezien het logischer lijkt dat er dan voor de naam van de hoofdstraat van de buurt een vermaardere dichter (zoals Vondel) zou zijn gekozen.

### Route en bebouwing
Eind 1926 richtten C. Dekker en C.F. Hendriks aan de Willemsweg 98 de Nijmeegse Radio Centrale op.
De weg kwam oorspronkelijk uit op het veld dat toen Nije Veld heette, ter hoogte van huisnummer 118. Hier is nu het kruispunt van de De Genestetlaan.  
De Willemsweg was vooral een lokaal bekende winkelstraat in de eerste helft van de 20e eeuw. Op het hoogtepunt telde de straat zo'n 60 vooral kleine winkels. Het is tegenwoordig nog steeds een winkelstraat, maar vooral sinds de jaren 1960 zijn de meeste oorspronkelijke winkels verdwenen.